# Luis Puig

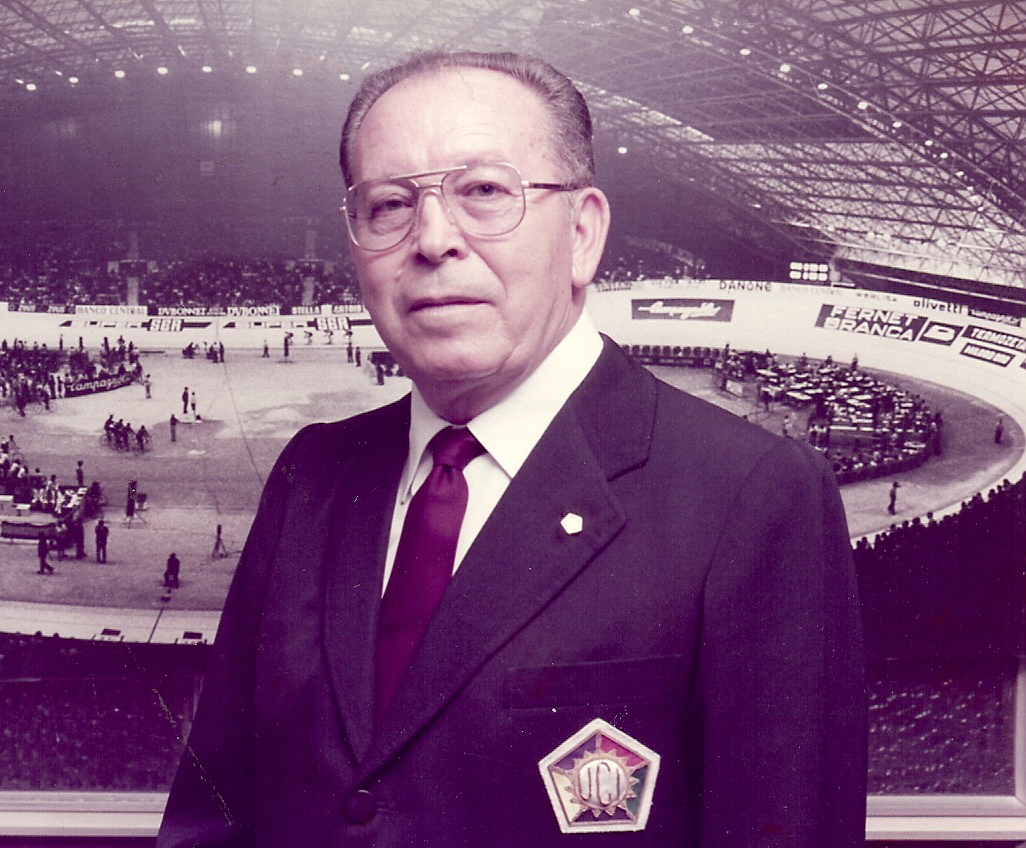
Luis Puig - Presidente de la Unión Ciclista Internacional 1981-1990

Luis Puig Esteve (La Alcudia, 9 de abril de 1915 - Valencia, 31 de julio de 1990) fue uno de los dirigentes deportivos españoles más destacados del siglo XX. Presidió la Unión Ciclista Internacional (UCI) desde 1981 hasta su muerte en 1990. También perteneció al Comité Olímpico Español (COE) y fue presidente de la Federación Española de Ciclismo (RFEC) entre 1968 y 1984.

## Biografía
Procedente de una familia de clase media de la comarca valenciana de la Ribera, de joven disfrutó de una brillante carrera como deportista en diversas disciplinas. Destacó especialmente como jugador de hockey hierba, llegando a formar parte de la selección española en la posición de extremo derecho. En natación, su nota más destacada fue la travesía del Puerto de Barcelona.
Pese a comenzar los estudios de Medicina, desde 1933 se dedicó de lleno a tareas relacionadas con el mundo del deporte, bien como profesor de Educación Física en la Universidad de Valencia, bien como organizador de carreras ciclistas, director deportivo o principalmente, como directivo.
Encabezó las delegaciones valencianas de deportes del Frente de Juventudes y de Educación y Descanso y ocupó el cargo de concejal de alumbrado en el Ayuntamiento de Valencia. Fue presidente de las federaciones valencianas de hockey, natación, béisbol, baloncesto, balonmano, atletismo y ciclismo, así como vocal en la Federación Valenciana de Fútbol. También fue gerente del Levante UD.
Su vinculación al ciclismo se inició cuando tenía 25 años, al presenciar una carrera y quedar entusiasmado con el deporte del pedal. Tal fue su impresión que al año siguiente formó un equipo ciclista y poco después organizó la Vuelta a Valencia, primera carrera por etapas para amateurs que se celebró en España.
De 1953 a 1968, organizó la Vuelta a Levante (después a la Comunidad Valenciana) y en 1979 salvó la Vuelta Ciclista a España, ya que 48 horas antes de su comienzo ningún organizador quería hacerse cargo de la principal carrera española. También colaboró en prensa y radio como cronista de ciclismo.
Siendo presidente de la Federación Valenciana de Ciclismo, fue nombrado seleccionador nacional y director técnico del equipo español. Dirigió al equipo español en varias ediciones del Tour de Francia, el Giro de Italia y la Vuelta a España, en una época en que las tres grandes vueltas se disputaban por equipos nacionales.
En 1966, Luis Puig entró a formar parte de la Junta Directiva de la RFEC como vocal, bajo la presidencia de Manuel Serdán. Dos años después, el 21 de noviembre de 1968, fue elegido presidente de la RFEC y se mantuvo en el cargo durante 16 años, un mes y un día exactamente.
Su andadura Internacional se inició en 1974, al ser elegido Miembro de la Comisión Técnica de la Federación Internacional de Ciclismo Profesional (FICP). Tres años después fue nombrado vicepresidente de la Federación Internacional de Ciclismo Amateur (FIAC), y en 1981 alcanzó el cargo de presidente de la misma lo que le convertía, automáticamente, en vicepresidente de la UCI.
Ese mismo año, la delicada salud de Adriano Rodoni, presidente de la UCI, obligó a convocar elecciones. Luis Puig se presentó y las ganó. Desde entonces figuró al frente del máximo organismo ciclista internacional, siendo reelegido en 1985 y 1989. Ocupó el cargo hasta su muerte en 1990, víctima de un infarto cerebral.

## Historial Deportivo
Nacional:
- Presidente de la Federación Valenciana de HOCKEY.
- Presidente de la Federación Valenciana de NATACIÓN.
- Presidente de la Federación Valenciana de BÉISBOL.
- Presidente de la Federación Valenciana de BALONCESTO.
- Presidente de la Federación Valenciana de BALONMANO.
- Presidente de la Federación Valenciana de ATLETISMO.
- Presidente de la Federación Valenciana de CICLISMO.
- Seleccionador Nacional de CICLISMO.
- Director Técnico del Equipo Español de CICLISMO.
- Presidente de la Federación Española de CICLISMO.
- Miembro del Comité Directivo de la Federación Valenciana de FÚTBOL.
- Miembro del Comité Directivo del Comité Olímpico Español.
- Organizador de la Vuelta Ciclista Levante.
- Organizador de la Vuelta Ciclista España.

Internacional:
- Presidente de la Federación Mundial de CICLISMO – U.C.I.
- Presidente de la Federación Internacional Amateur de CICLISMO.

Otras actividades:
- Redactor de Ciclismo en el Periódico Levante.
- Director del Programa deportivo “Olimpiada” en la Radio La Voz de Levante.
- Profesor de Educación Física y Jefe de Deportes en la Universidad de Valencia (1948 – 1949).

## Actuaciones Relevantes
HOCKEY:
- Organizador del 1.er Campeonato Nacional.
- Seleccionado para el Equipo Nacional.

NATACIÓN:
- Construcción de la Piscina Cubierta de Valencia.

BALONCESTO:
- Organizador del 1.er partido Internacional en Valencia (Mullhouse – Peña Valencianista).

ATLETISMO:
- Construcción de la 1.ª pista de ceniza en Valencia.

CICLISMO:
- Creación de los Encuentros de Ciclismo.
- Creación de la estructura para la formación de equipos profesionales.
- Organizador de la Vuelta España, cuando se había suspendido.
- Solución, acorde con el reglamento, en la decisión de la sanción inexistente a Pedro Delgado en el Tour de Francia de 1988.[4][5]

## Galardones
- Medalla de Oro de la Real Orden del Mérito Deportivo, otorgada por el Consejo Superior de Deportes (1994)[6]
- Medalla de Oro al mérito Deportivo de la Generalitat Valenciana (1990).[7]
- Antena de Oro de la Radiodifusión (1968).[8]
- Medalla de Oro de la Delegación Nacional de Deportes (1973).[9]
- Medalla de Oro de la Federación Española de ciclismo (1966).[10]
- Tambor de Oro de la Ciudad de San Sebastián (1974).[11]
- Mejor directivo español (1987).[12]
- Medalla de Plata de la Ciudad de París (1983).
- Medalla de la Gratitud de la Ciudad de Valencia (1968).
- Medalla de Oro y Brillantes de la U.C.I. (merite).
- Medalla de Plata al Mérito Deportivo de la Delegación Nacional de Deportes.
- Trofeo Asociación Periodistas Deportivos al Mejor Federativo Español.
- Medalla de Oro de la Federación Guipuzcoana (1973).
- Insignia de Oro de la Federación Asturiana.
- Insignia de Oro del Ayuntamiento de Oviedo.

Entregadas por S.M. El Rey:
- Copa García Doctor al Mejor Federativo Español (1971)[13] y (1979).[14]
- Copa Ybarra al Federativo de Mejor Historial Deportivo (1981).[15]

## Vida Familiar
Se casó con Lola Espinosa Navarro el 21 de junio de 1947 en Valencia. Con la que compartió toda su vida. Tuvo 3 hijos y 3 nietos a los que conoció.
En su chalet de la Montaña pasó momentos muy felices, disfrutando de su tiempo libre con sus seres queridos.
Sus constantes viajes y ocupaciones no le impidieron forjar y mantener una fuerte y estrecha relación con su esposa, sus hijos y sus nietos.